# جورج واشنطن جاكسون
جورج واشنطن جاكسون (بالإنجليزية: George W. Jackson)‏ هو سياسي أمريكي، ولد في 19 سبتمبر 1924 في فيلادلفيا في الولايات المتحدة. حزبياً، نشط في الحزب الجمهوري. وقد انتخب عضو مجلس نواب بنسيلفانيا.